# Zombrus striolatus
Zombrus striolatus är en stekelart som först beskrevs av Szepligeti 1902.  Zombrus striolatus ingår i släktet Zombrus och familjen bracksteklar. Inga underarter finns listade i Catalogue of Life.